# Pidonia ruficollis
Pidonia ruficollis är en skalbaggsart som först beskrevs av Thomas Say 1824.  Pidonia ruficollis ingår i släktet Pidonia och familjen långhorningar. Inga underarter finns listade i Catalogue of Life.